# Issoumaila Lingane
Issoumaila Lingane (Bouaflé, 15 marzo 1991) è un ex calciatore burkinabé con cittadinanza ivoriana, di ruolo centrocampista.

## Carriera

### Club
Ha giocato nella prima divisione israeliana.

### Nazionale
Ha giocato nella nazionale burkinabé Under-17.